# Trunks
Trunks is een fictief figuur uit de mangaserie Dragon Ball.
Trunks is de zoon van Vegeta en Bulma en daarmee een halve Saiyan.
Hij kan al op een uitzonderlijk lage leeftijd het Super Saiyan niveau bereiken en is dan ook erg sterk. Als hij negen jaar oud is wint hij de junior afdeling van het Tenkaichi Budokai-toernooi van zijn vriend Son Goten, die de zoon van Son Goku is en ook een Super Saiyan.
In de andere tijdlijn is hij samen met Son Gohan de enige overlevende van de cyborgs. Als Gohan vermoord wordt gebruikt Trunks de tijdmachine om terug te gaan naar het verleden en zo de Z-krijgers te waarschuwen.
Aangezien Trunks voorkomt in twee verschillende tijdlijnen wordt hij over het algemeen gezien als twee verschillende personages om verwarring te voorkomen.